# Coventry Armoured Car
Samochód pancerny Coventry ang.  Coventry Armoured Car – brytyjski samochód pancerny z okresu II wojny światowej

## Historia
W chwili rozpoczęcia II wojny światowej wojska brytyjskie posiadały kilkanaście różnego rodzaju samochodów pancernych, także produkowano takie samochody.  W 1942 roku postanowiono jednak standaryzować te pojazdy, co ułatwiło by ich produkcję, uczyniła ja tańszą oraz ułatwiło szkolenie załóg. Wtedy producenci takich pojazdów Rootes Group i Daimler wspólnie rozpoczęli pracę nad takim pojazdem. W 1943 roku był gotowy do produkcji projekt takiego pojazdu, który otrzymał oznaczenie Coventry Armoured Car. Przy czym zaprojektowano dwie wersje tego pojazdu: Mk I – wóz rozpoznawczy i Mk II – wóz wsparcia piechoty i niszczyciel czołgów. Różniły się one uzbrojeniem – Mk I miał armatę 2-funtową kal. 40 mm, a MK II – armatę czołgową kal. 75 mm co wiązało się też z zamontowanie różnych wież.
Tak zaprojektowanym samochodem zainteresowało dowództwo wojskowe, które zamówiło te pojazdy w ilości: Mk I – 1700 i Mk II – 900 sztuk. Już jednak po rozpoczęciu produkcji seryjnej w 1945 roku, w związku z zakończeniem wojny wycofano to zamówienie. Ostatecznie zbudowano tylko 220 sztuk wersji Mk I i 5 prototypów wersji Mk II.

## Opis konstrukcji
Samochód pancerny Coventry był zbudowano na podwoziu samochodu czterokołowego o napędzie na wszystkie koła. Nadwozie wykonany było z blachy stalowej o grubości 14 mm. Stanowisko kierowcy zostało zdublowane, przy czym drugie stanowisko służyło do jazdy do tyłu. Za stanowiskiem kierowców znajdował się przedział bojowy, and którym umieszczono wieżę obrotową.
Napęd stanowił silnik Hercules RXLD o mocy 175 KM, 6-cylindrowy, rzędowy, chłodzony cieczą. 
Uzbrojenie umieszczone w wieży składało się w wersji: Mk I – z działka kal. 40 mm i karabinu maszynowego Besa kal. 12,9 mm (sprzężonego z działkiem), a Mk II – armaty czołgowej kal. 75 i karabinu maszynowego Besa kal. 12,9 mm (sprzężonego z armatą). Dodatkowo niektóre z pojazdów zostały wyposażone w przeciwlotniczy karabin maszynowy Vickers kal. 12,7 mm, który mógł być zamontowany na wieży.

## Użycie
Samochód pancerny Coventry pomimo zamówienia ich przez armię brytyjską nie weszły do jej uzbrojenia i nie były przez nią używane.
Natomiast 35 samochodów tego typu sprzedano armii francuskiej. Początkowo utworzono z nich dwa szwadron samochodów pancernych w pułku spahisów stacjonującym w Tunezji. W październiku 1947 roku oba szwadrony skierowano do Indochin, gdzie z nich utworzono 5 dywizjon kirasjerów. Wziął on udział w walkach z oddziałami Việt Minh do 1952 roku w czasie wojny indochińskiej, gdzie wszystkie zostały zniszczone. Jeden z tych samochodów wziął udział w paradzie z okazji święta Narodowego Francji w 1960 roku, nie wiadomo jednak czy brał on udział w walkach, czy cały czas znajdowała się we Francji.